# Блаувберг (природний заповідник)
Природний Заповідник Блаувберг був оголошений місцевим і провінційним природним заповідником у 2007 році. Із заповідника відкривається вид на місто Кейптаун. Заповідник є однією з небагатьох оглядових точок у світі, звідки можна побачити два об’єкти всесвітньої спадщини, а саме Столову гору та острів Роббен.
Природний заповідник Блаувберг зберігає флору, що знаходяться під загрозою зникнення. Тут зареєстровано 624 види рослин, 41 вид ссавців (включаючи китів, дельфінів і тюленів), 166 видів птахів, 30 видів рептилій і чотири види амфібії. Заповідник є одним із небагатьох природних заповідників міста Кейптаун, де можна зустріти білохвостого хом'яка (Mystromys albicaudatus) і трубкозуба (Orycteropus afer).
Голотип карликового норного сцинка (Scelotes montispectus) був зібраний у природному заповіднику. Крім популяції білохвостого хом'яка, який занесений до Червоної книги ссавців Південної Африки, як зникаючий, тут зустрічаються ще сім червонокнижних видів фауни.
На території заповідника є докази раннього заселення людини,з рештками, що датуються приблизно 15 000 років тому. У заповіднику також зберігається місце битви при Блаувберзі 1806 року, коли британці вдруге заволоділи мисом, відбивши його у голландців і зберегли право власності до здобуття Південною Африкою незалежності. Під час Другої світової війни на пагорбі Блаувберг було побудовано кілька будівель, у тому числі радіолокаційну станцію, оглядовий майданчик і їдальню.
З моменту заснування тодішнього заповідника Блаувберг, збереження довкілля в цьому районі швидко прогресувало. Прості тумби на прибережних паркувальних зонах завадили повноприводним автомобілям діставатися до пляжу та, зрештою, проїхати по пляжу, і рослинність, що перебуває під загрозою зникнення, вже відновилася в заповіднику. Незаконні транспортні засоби не лише поставили під загрозу рослинність, а й знищили низку викопних мушель.
Заповідна територія також використовується для рекреаційних заходів, таких як серфінг, походи, віндсерфінг, спостереження за китами та пікніки.